# Крістофер Греді
Крістофер Греді (англ. Christopher Watson Grady; нар. 28 листопада 1962, Портсмут) — американський воєначальник, адмірал Військово-морських США (2019), 12-й Заступник голови Об'єднаного комітету начальників штабів США (з 2021), командувач Командування сил флоту США (2018—2021), ударних ВМС НАТО (2016—2018). Учасник війни в Перській затоці, в Афганістані та Іраку.

## Біографія
Крістофер Грейді народився в Портсмуті, штат Вірджинія, і виріс у Ньюпорті, штат Род-Айленд. Він закінчив Університет Нотр-Дам і поступив енсіном до ВМС Сполучених Штатів за програмою Корпусу підготовки офіцерів запасу ВМС у 1984 році. Ґрейді є випускником Джорджтаунського університету, де він здобув ступінь магістра з вивчення національної безпеки, одночасно беручи участь у дипломній службі в Школі дипломатичної служби Едмунда А. Волша. Він також навчався у Національному військовому коледжі Національного університету оборони, де здобув ступінь магістра наук у справах національної безпеки.
Службу на флоті Грейді розпочав на есмінці «Мусбраггер» офіцером бойового інформаційного центру та офіцером протичовнової боротьби. Як керівник відділу, він служив офіцером з контролю за озброєнням і офіцером бойових систем на крейсері «Принстон». Був командиром екіпажу протимінної боротьби «Чіф» і виконував завдання в Перській затоці на тральщикові типу «Евенджер» «Арджент». Потім Грейді командував «Коул», який розгортався у складі Постійних військово-морських сил НАТО в Середземному морі. Потім він командував 22-ю ескадрою міноносців у Перській затоці як командир авіаносної ударної групи «Теодор Рузвельт» на підтримку операцій «Незмінна свобода» та «Свобода Іраку».
Бувши віцеадміралом, він командував 6-м флотом США з 28 жовтня 2016 року по 1 березня 2018 року й передав командування віцеадміралу Лізі Франкетті. 31 жовтня 2017 року Сенат США підтвердив перепризначення Грейді у званні віцеадмірала та призначення помічником голови Об'єднаного комітету начальників штабів.
28 лютого 2018 року Грейді був номінований президентом Дональдом Трампом на підвищення до звання адмірала та призначення на посаду командувача командуванням сил флоту США і затверджений Сенатом 22 березня 2018 року. 4 травня 2018 року він очолив це командування і Північне командування військово-морських сил та 1 лютого 2019 року посаду командувача Стратегічного командування Військово-морських сил (NAVSTRAT) і Об'єднаного командування морського компоненту стратегічного командування США.